# Bergenia crassifolia
Bergenia crassifolia, és una espècie de planta del gènere Bergenia que pertany a la família de les Saxifragàcies. Fa unes 12 polzades d'alçada. Les fulles són en forma de cullera. Hi ha una varietat cultivar: Bergenia crassifolia 'Autumn Red.'

## Taxonomia
Bergenia crassifolia va ser descrita per (L.) Fritsch) i publicat a Verhandlungen der Zoologisch-botanischen Gesellschaft in Wien 39: 587–588. 1889.
Sinonímia
- Bergenia cordifolia (Haw.) Sternb.
- Saxifraga cordifolia
- Saxifraga crassifola[2]